# Die Simpsons/Staffel 10
Die zehnte Staffel der US-amerikanischen Zeichentrickserie Die Simpsons wurde vom 23. August 1998 bis zum 16. Mai 1999 auf dem US-amerikanischen Sender Fox gesendet. Die deutschsprachige Erstausstrahlung sendete der Privatsender ProSieben vom 13. November 1999 bis zum 27. Dezember 1999.
Die Staffel wurde am 7. August 2007 in den Vereinigten Staaten und am 1. Oktober 2007 in Deutschland auf DVD veröffentlicht.

## Episoden
| Nr. (ges.) | Nr. (St.) | Deutscher Titel                     | Originaltitel                                | Erstausstrahlung (USA) | Deutschsprachige Erstausstrahlung (D) | Regie                          | Drehbuch                                             | Prodc. |
| --- | --------- | ----------------------------------- | -------------------------------------------- | ---------------------- | ------------------------------------- | ------------------------------ | ---------------------------------------------------- | ------ |
| 204 | 1         | Ein jeder kriegt sein Fett          | Lard of the Dance                            | 23. Aug. 1998          | 16. Nov. 1999                         | Dominic Polcino                | Jane O’Brien                                         | 5F20   |
| Eine neue Schülerin kommt in Lisas Klasse und bringt ihren Mitschülerinnen den Gebrauch von Make-up und Handys näher. Währenddessen versuchen Bart und Homer, durch den Verkauf von Fett reich zu werden. |           |                                     |                                              |                        |                                       |                                |                                                      |        |
| 205 | 2         | Im Schatten des Genies              | The Wizard of Evergreen Terrace              | 20. Sep. 1998          | 15. Nov. 1999                         | Steven Dean Moore              | Ken Keeler                                           | 5F21   |
| Homer wird Erfinder, nachdem Lisa ihm von Thomas Edison erzählt hat. Seine Erfindungen sind jedoch allesamt nutzlos. Als er schließlich doch einen guten Einfall hat, merkt er, dass Thomas Edison die gleiche Erfindung bereits gemacht hat. Da Edison darauf jedoch kein Patent angemeldet hat, will Homer das bislang unentdeckte Exemplar im Edison-Museum zerstören. |           |                                     |                                              |                        |                                       |                                |                                                      |        |
| 206 | 3         | Bart brütet etwas aus               | Bart the Mother                              | 27. Sep. 1998          | 17. Nov. 1999                         | Steven Dean Moore              | David S. Cohen                                       | 5F22   |
| Bart tötet aus Versehen eine Taube, während er mit Nelson und dessen Gewehr spielt. Er kümmert sich deshalb um die Eier, die er im Nest findet. Statt der erwarteten Küken schlüpfen kleine Eidechsen aus den Eiern, die sich schlagartig vermehren und sämtliche Tauben fressen. |           |                                     |                                              |                        |                                       |                                |                                                      |        |
| 207 | 4         | Das unheimliche Mord-Transplantat   | Treehouse of Horror IX                       | 25. Okt. 1998          | 27. Dez. 1999                         | Steven Dean Moore              | Donick Cary, Larry Doyle, David S. Cohen             | AABF01 |
| 3 Halloween-Episoden: Das höllische Toupée – Homer mordet unter dem Einfluss eines Haartransplantats des Gangsters Snake. Die Schreckensherrschaft Tiny Toon – Bart und Lisa landen bei Itchy & Scratchy. Die Raumschiff Pupser – Maggie entpuppt sich als außerirdisches Wesen. |           |                                     |                                              |                        |                                       |                                |                                                      |        |
| 208 | 5         | Kennst du berühmte Stars?           | When You Dish Upon a Star                    | 8. Nov. 1998           | 18. Nov. 1999                         | Pete Michels                   | Richard Appel                                        | 5F19   |
| Homer trifft im Wald von Springfield auf Kim Basinger und Alec Baldwin, wo beide zusammen in einem Haus wohnen. Weil er die Neuigkeit seinen Freunden erzählt, weiß kurze Zeit später die ganze Stadt darüber Bescheid. |           |                                     |                                              |                        |                                       |                                |                                                      |        |
| 209 | 6         | Homer ist ein toller Hippie         | D'Oh-in' in the Wind                         | 15. Nov. 1998          | 19. Nov. 1999                         | Mark Kirkland & Matthew Nastuk | Donick Cary                                          | AABF02 |
| Homer J. Simpson entdeckt in der alten Hippie-Kommune seiner Mutter, dass das „J“ in seinem Namen für Jay steht. Da es ihm dort gut gefällt, entschließt er sich ebenfalls ein Hippie zu werden. Er besucht die zwei ehemaligen Mitbewohner seiner Mutter, die Gemüsesaft herstellen, des Öfteren. Nachdem Homer einen Großteil der Produktion zerstört hat, möchte er dies wieder gutmachen. Jedoch geraten diesmal Psychotrope Substanzen in die Produktion. |           |                                     |                                              |                        |                                       |                                |                                                      |        |
| 210 | 7         | Die große Betrügerin                | Lisa Gets an „A“                             | 22. Nov. 1998          | 13. Dez. 1999                         | Bob Anderson                   | Ian Maxtone-Graham                                   | AABF03 |
| Lisa zieht sich eine Erkältung zu und vertreibt ihre Zeit mit einem Videospiel, anstatt für die Schule zu lernen. Bei einem Test schummelt sie deshalb und verhilft der Schule aufgrund einer Hochstufung zu Geld. Homer gewöhnt sich währenddessen immer mehr an einen Hummer, den er eigentlich kochen wollte. |           |                                     |                                              |                        |                                       |                                |                                                      |        |
| 211 | 8         | Grandpa's Nieren explodieren        | Homer Simpson in: „Kidney Trouble“           | 6. Dez. 1998           | 22. Nov. 1999                         | Mike B. Anderson               | John Swartzwelder                                    | AABF04 |
| Homer lässt Grandpa während des Ausfluges nicht auf die Toilette, was zur Folge hat, dass seine Nieren platzen. Eine Niere seines Sohnes könnte Grandpa zwar sein Leben retten, jedoch hat Homer Angst vor der Operation und läuft immer davon. Nachdem Homer einen Autounfall erleidet, wird ihm gleichzeitig auch eine Niere entfernt und seinem Vater transplantiert. |           |                                     |                                              |                        |                                       |                                |                                                      |        |
| 212 | 9         | Der unerschrockene Leibwächter      | Mayored to the Mob                           | 20. Okt. 1998          | 12. Nov. 1999                         | Swinton O. Scott III           | Ron Hauge                                            | AABF05 |
| Homer wird Leibwächter für Bürgermeister Quimby. Es kommt zum Krieg zwischen Fat Tony und Bürgermeister Quimby, nachdem sich herausstellt, dass Fat Tony den Kindern in der Schule Rattenmilch verkauft hat. Während einer Theateraufführung wird ein Mordanschlag auf Quimby verübt, den Homer mit Hilfe von Mark Hamill verhindern kann. |           |                                     |                                              |                        |                                       |                                |                                                      |        |
| 213 | 10        | Wir fahr'n nach Vegas               | Viva Ned Flanders                            | 10. Jan. 1999          | 24. Nov. 1999                         | Neil Affleck                   | David M. Stern                                       | AABF06 |
| Ned bittet Homer, sein Leben aufzupeppen, worauf die beiden nach Las Vegas fahren und im betrunkenen Zustand zwei Kellnerinnen heiraten. |           |                                     |                                              |                        |                                       |                                |                                                      |        |
| 214 | 11        | Allgemeine Ausgangssperre           | Wild Barts Can't Be Broken                   | 17. Jan. 1999          | 25. Nov. 1999                         | Mark Ervin                     | Larry Doyle                                          | AABF07 |
| Homer und seine Freunde demolieren im Rausch die Schule. Den Kindern, die dafür verantwortlich gemacht werden, wird eine Ausgangssperre verhängt. Über einen selbst gebastelten Radiosender plaudern die Kinder Geheimnisse ihrer erwachsenen Mitbürger aus, um sich zu rächen. Nachdem sie gefasst werden, verhängen die Senioren eine allgemeine Ausgangssperre für alle unter Siebzig. |           |                                     |                                              |                        |                                       |                                |                                                      |        |
| 215 | 12        | Nur für Spieler und Prominente      | Sunday, Cruddy Sunday                        | 31. Jan. 1999          | 26. Nov. 1999                         | Steven Dean Moore              | Tom Martin, George Meyer, Brian Scully & Mike Scully | AABF08 |
| Nachdem Homer den Reiseveranstalter Wally kennenlernt, überredet er mehrere Bewohner von Springfield zu einer Busreise zum Superbowl nach Miami. Bei der Ankunft in Miami erweisen sich die Eintrittskarten zum Endspiel als Fälschungen. Bei dem Versuch sich heimlich in das Stadion zu schleichen, werden allesamt festgenommen. Nach ihrem Ausbruch landen sie zufällig in der Umkleidekabine der Siegermannschaft. |           |                                     |                                              |                        |                                       |                                |                                                      |        |
| 216 | 13        | Namen machen Leute                  | Homer to the Max                             | 7. Feb. 1999           | 29. Nov. 1999                         | Pete Michels                   | John Swartzwelder                                    | AABF09 |
| Homer freut sich, dass die charismatische Hauptfigur einer neuen Polizeiserie seinen Namen trägt. Doch bereits kurze Zeit später wird die Rolle umgeschrieben, und die Figur wird zu einem Trottel. Homer lässt seinen Namen daher in Max Power umändern, was für ihn zunächst große Vorteile in seinem alltäglichen Leben mit sich bringt. |           |                                     |                                              |                        |                                       |                                |                                                      |        |
| 217 | 14        | Apu und Amor                        | I'm With Cupid                               | 14. Feb. 1999          | 30. Nov. 1999                         | Bob Anderson                   | Dan Greaney                                          | AABF11 |
| Apu gerät eine Woche vor dem Valentinstag in Streit mit seiner Frau Manjula. Diese fühlt sich vernachlässigt, weil Apu sehr viel arbeitet. Um ihre Liebe wiederzugewinnen, verwöhnt Apu sie täglich mit Überraschungen. Dies geschieht jedoch sehr zum Missfallen der anderen Männer in Springfield. Als Apu eine Liebeserklärung an den Himmel schreiben lässt, verhindert Homer die Ausschreibung des Namens Manjula. Jede Frau in Springfield scheint nun zu glauben, es könnte sie selbst gemeint sein.                                                                                              |           |                                     |                                              |                        |                                       |                                |                                                      |        |
| 218 | 15        | Marge Simpson im Anmarsch           | Marge Simpson in: „Screaming Yellow Honkers“ | 21. Feb. 1999          | 2. Dez. 1999                          | Mark Kirkland                  | David M. Stern                                       | AABF10 |
| Homer kauft sich einen Geländewagen, versehentlich jedoch das Frauenmodell. Er weigert sich, mit dem Wagen zu fahren, da er befürchtet, jedes Mal verhöhnt zu werden und schenkt ihn aus diesem Grund Marge. Das Auto veranlasst sie zu einer ausgesprochenen aggressiven Fahrweise und sie verliert schließlich ihren Führerschein. Bei einem Zoobesuch brechen die Rhinozerosse aus und verfolgen Homer. Marge gelingt es, mit dem Wagen die Tiere abzulenken und Homer zu retten. |           |                                     |                                              |                        |                                       |                                |                                                      |        |
| 219 | 16        | Es tut uns leid, Lisa!              | Make Room for Lisa                           | 28. Feb. 1999          | 2. Dez. 1999                          | Matthew Nastuk                 | Brian Scully                                         | AABF12 |
| Ein Funkmast wurde zur Begleichung einer Entschädigungszahlung auf das Haus der Simpsons gestellt, die technischen Geräte werden in Lisas Zimmer installiert. Lisa ist gestresst, weil sie sich einen Raum mit Bart teilen muss. Homer geht mit Lisa in einen New-Age-Laden, wo sie sich zur Bewusstseinssteigerung in Behälter einschließen lassen. |           |                                     |                                              |                        |                                       |                                |                                                      |        |
| 220 | 17        | Das Geheimnis der Lastwagenfahrer   | Maximum Homerdrive                           | 28. März 1999          | 3. Dez. 1999                          | Swinton O. Scott III           | John Swartzwelder                                    | AABF13 |
| Homer und der Lastwagenfahrer Red Barclay machen ein Wettessen, wobei Red stirbt. Homer und Bart wollen nun Reds letzte Lieferung nach Atlanta übernehmen. Nachdem Homer am Steuer einschläft, stellt er fest, dass der Lastwagen über einen Autopiloten verfügt. Es handelt sich um ein Geheimnis, das Homer trotz einer eindringlichen Warnung leichtfertig ausplaudert. Sämtliche Lastwagenfahrer wollen sich nun an Homer rächen. Homer schafft es, den anderen Lastwagenfahrern zu entkommen und bringt die Lieferung pünktlich ans Ziel. Währenddessen kaufen Marge und Lisa eine neue Türklingel. |           |                                     |                                              |                        |                                       |                                |                                                      |        |
| 221 | 18        | Bibelstunde, einmal anders          | Simpsons Bible Storys                        | 4. Apr. 1999           | 6. Dez. 1999                          | Nancy Kruse                    | Tim Long, Larry Doyle, Matt Selman                   | AABF14 |
| Die Simpsons träumen Geschichten aus der Bibel: Adam und Eva – Marge und Homer. Exodus – Lisa. David gegen Goliath – Bart. |           |                                     |                                              |                        |                                       |                                |                                                      |        |
| 222 | 19        | Überraschung für Springfield        | Mom and Pop Art                              | 11. Apr. 1999          | 7. Dez. 1999                          | Steven Dean Moore              | Al Jean                                              | AABF15 |
| Nach einem gescheiterten Versuch, einen Gartengrill aufzubauen, will Homer die „Skulptur“ zur Müllkippe bringen. Dort erklärt die Galeriebesitzerin Astrid die „Skulptur“ zu einem „Kunstwerk“. Homer stellt weitere „Kunstwerke“ her. Nachdem er damit scheitert, will er ein neues Venedig schaffen und setzt dazu Springfield unter Wasser. |           |                                     |                                              |                        |                                       |                                |                                                      |        |
| 223 | 20        | Seid nett zu alten Leuten!          | The Old Man and the 'C' Student              | 25. Apr. 1999          | 8. Dez. 1999                          | Mark Kirkland                  | Julie Thacker                                        | AABF16 |
| Bart ist schuld, dass nicht Springfield, sondern Shelbyville zu einer Olympia-Stadt wird. Zur Strafe leistet er gemeinnützige Arbeit im Altersheim. Dort überredet Bart die Senioren zu einer Schifffahrt, die in einer Katastrophe endet. Da Homer die Exemplare seines von ihm entworfenen Olympia-Maskottchens (Sprungfedern) über die Toilette ins offene Meer herunterspült, kann das untergegangene Schiff samt den Passagieren gerettet werden, da das Schiff wieder an die Oberfläche gefedert wird.                                                                                             |           |                                     |                                              |                        |                                       |                                |                                                      |        |
| 224 | 21        | Burns möchte geliebt werden         | Monty Can't Buy Me Love                      | 2. Mai 1999            | 9. Dez. 1999                          | Mark Ervin                     | John Swartzwelder                                    | AABF17 |
| Burns versucht sein Image aufzubessern, indem er das Ungeheuer von Loch Ness in den Springfielder Zoo bringt. Bei der Präsentation des Ungeheuers kommt es zu einem folgenschweren Chaos. |           |                                     |                                              |                        |                                       |                                |                                                      |        |
| 225 | 22        | Die Stadt der primitiven Langweiler | They Saved Lisa's Brain                      | 9. Mai 1999            | 12. Dez. 1999                         | Pete Michels                   | Matt Selman                                          | AABF18 |
| Lisa wird Mitglied in Mensa Springfield, einer Organisation für Menschen mit einem hohen IQ. Diese muss sogleich notgedrungen die Amtsgeschäfte in Springfield übernehmen. Währenddessen lässt sich Homer für erotische Fotos fotografieren. |           |                                     |                                              |                        |                                       |                                |                                                      |        |
| 226 | 23        | Die japanische Horror-Spiel-Show    | 30 Minutes Over Tokyo                        | 16. Mai 1999           | 14. Dez. 1999                         | Jim Reardon                    | Donick Cary, Dan Greaney                             | AABF20 |
| Homer verliert bei einem Raubüberfall sein gesamtes Vermögen. Mit einer Billigreise fliegt die Familie nach Japan. Sie müssen jedoch feststellen, dass das Leben in Japan sehr teuer ist. Um das Geld für den Rückflug zu beschaffen, treten sie in einer Fernseh-Spielshow auf. |           |                                     |                                              |                        |                                       |                                |                                                      |        |